# Péterfy László (szobrász)
Péterfy László (Nyárádselye, 1936. május 2. –) Kossuth-díjas magyar festő és szobrászművész. A Magyar Művészeti Akadémia tagja (1996). Felesége Péterfy Lászlóné Jékely Adrienne volt, Péterfy Gergely író, Péterfy Bori énekesnő és Péterfy Sarolt irodalomtörténész édesapja.

## Élete
Felsőfokú tanulmányokat a kolozsvári Ion Andreescu Képzőművészeti Főiskola festő szakán (1954–1959) folytatott. Mesterei Kádár Tibor és Miklóssy Gábor voltak. Festőnek indult, az 1960-as évek első felében festőművészeti tárlatokon szerepelt Maros megyében. 1966-ban települt át Magyarországra, itt a magyar népi mesterségeket támogató mozgalom egyik szervezőjeként működött, az erdélyi középkori és reneszánsz művészet, s a népi kő- és fafaragás művészetének folytatója és továbbhagyományozója. Egyre inkább a szobrászat lett a fő művészeti kifejezőeszköze, szobrászata alapvetően figurális és hagyományőrző. Épületszobrászattal is foglalkozott, Makovecz Imre épületeihez tervezett szobrokat, elsőnek a sárospataki Művelődési Házhoz készített két oszlopszobrot mészkőből (1986). Később dolgoztak együtt a paksi Szentlélek katolikus templomon, amely Makovecz tervei alapján épült fel, 1988-ban. Egyik oszlopszobra a nagyszentmiklósi kincs égberagadási jelenetét, a másik a csodaszarvas-legendát szimbolizálja. Tagja volt a Siklósi Kőfaragó Tábornak, 1991-ben pedig a Toyamai Nemzetközi Szobrásztábor egyik résztvevője. Számos köztéri alkotást készített, s mellette kisplasztikákat. Főleg fa, bronz, vörösrézlemez, mészkő, néha márvány szobrainak az alapanyaga. Műveit a Magyar Nemzeti Galéria és a Petőfi Irodalmi Múzeum is őrzi.

## Kiállításai (válogatás)[2]

### Egyéni
- 1968 • Eötvös Kollégium, Budapest • Móra Ferenc Múzeum, Szeged
- 1969 • Csepel Galéria, Budapest
- 1970 • Törökszentmiklós
- 1976 • Szoborkert, Tata
- 1986, 1989 • Népház, Tatabánya
- 1987 • Művelődési Központ, Balassagyarmat
- 1988, 1992 • Nagy Balogh Terem, Budapest
- 1993 • Kemenesaljai Művelődési Központ, Celldömölk
- 1996 • Művelődési Központ, Leányfalu

### Csoportos
- 1960-65 • Marosvásárhelyi Megyei Tárlatok
- 1967-93 • Országos Kisplasztikai Biennálék, Pécs
- 1968-70 • Balatonboglári Kápolnatárlatok, Egyetemi Színpad, Budapest
- 1986 • SZETA aukciós kiállítás

## Köztéri alkotásai

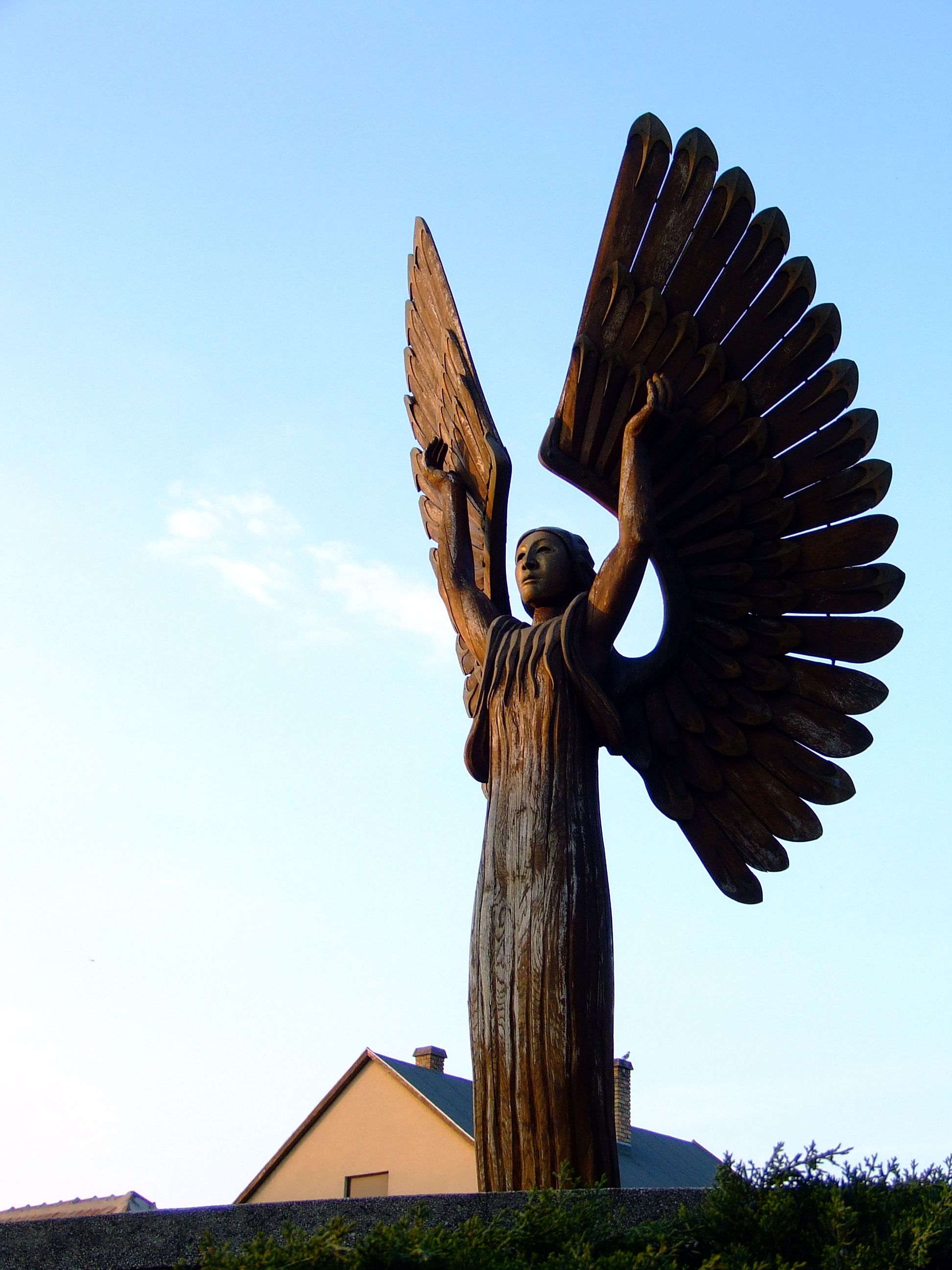
Angyalszobor című alkotása a paksi Szentlélek-templom bejáratánál (1991)

- Nő virággal (mészkő, 1970–71, Siófok, Kórház)
- Nő virággal (mészkő, 1970, Tatabánya, Öregek Otthona)
- plasztika (andezit, 1980, Zalaegerszeg)
- Kőemlék (trachit, 1982, Zalaegerszeg)
- Égberagadás (mészkő, 1986, Sárospatak, Művelődési Ház)
- Csodaszarvas (mészkő, 1986, Sárospatak, Művelődési Ház)
- Illyés Gyula-kopjafa (fa, 1986, Dombóvár)
- Kós Károly (bronz, 1987, Kispest, Wekerletelep)
- Magvető (bronz, 1988, Bábolna)
- tizenhat királyszobor (fa, 1988, Székesfehérvár, Királypark)
- dombormű (terrakotta, 1989, Pusztaszer, ravatalozó)
- Harsányi Zsolt (bronz, 1989, Sárospatak, Kollégium)
- Föltámadott Krisztus (fa, 1990, Siófok, evangélikus templom)
- Krisztus és angyalok (tölgyfa, 1991–92, Paks, Szentlélek római katolikus templom)
- 1956-os emlékmű (kő, bronz, 1993, Kispest)
- A II. világháború halottainak emlékére (1994, Kispest)
- Szent Borbála (1994, Tatabánya)
- Két angyal (vörösrézlemez, 1995, Győr, Bencés Gimnázium kápolnája)
- Politikai áldozatok emlékműve (gránit, 1997, Tard)
- Akiknek életét tönkretette a kommunizmus (1996, Budapest, Tabán, Makovecz Imrével)
- Memento: az 1945–56 között kivégzettek emlékműve (mészkő, 1997–98, Budapest)
- II. világháborús emlékmű (márvány, 1999, Budapest-Kispest)
- Életfa (krómacél, 2000, Tatabánya, Fő tér)
- Szent István (kő, bronz, 2000, Tokaj)

## Kötetei
- Kútvölgyi Mihály–Péterfy László: Első házam vala...; Timp, Bp., 2002
- Marosszék régi sírkövei; Mentor, Marosvásárhely, 2005 (A Kriza János Néprajzi Társaság könyvtára)

## Díjak, elismerések
- 1999: Magyar Művészetért díj
- 1999: Kodály Zoltán-díj
- 2000: A Magyar Köztársasági Érdemrend tisztikeresztje
- 2017: Kossuth-díj